# Кшиви-Ляс (Великопольське воєводство)
Кшиви-Ляс (пол. Krzywy Las, нім. Krummwalde) — село в Польщі, у гміні Львувек Новотомиського повіту Великопольського воєводства.
Населення — 78 осіб (2011).
У 1975-1998 роках село належало до Познанського воєводства.

## Демографія
Демографічна структура станом на 31 березня 2011 року:
|          | Загалом | Допрацездатний вік | Працездатний вік | Постпрацездатний вік |
| -------- | ------- | ------------------ | ---------------- | -------------------- |
| Чоловіки | 44      | 11                 | 27               | 6                    |
| Жінки    | 34      | 8                  | 18               | 8                    |
| Разом    | 78      | 19                 | 45               | 14                   |